# صموئيل ييتس
صموئيل ييتس (بالإنجليزية: Samuel Yates)‏ هو رياضياتي وعالم حاسوب أمريكي، ولد في 10 مايو 1919 في سافانا في الولايات المتحدة، وتوفي في 22 أبريل 1991 في نيو برونزويك في الولايات المتحدة.